# Hrvatski nogometni kup 1994./95.
Hrvatski nogometni kup 1994./95. bio je četvrti Hrvatski nogometni kup. Naslov je branio nogometni klub Croatia Zagreb, a kup je osvojio Hajduk Split.

## Šesnaestina završnice, 6. – 7. rujna (10. – 12. listopada)
| Prva momčad              | Rez.        | Druga momčad     | 1. ut. | 2. ut. |
| ------------------------ | ----------- | ---------------- | ------ | ------ |
| Bedem Ivankovo           | 3:8         | Croatia Zagreb   | 0:3    | 3:5    |
| Gospić                   | 1:10        | Hajduk Split     | 1:5    | 0:5    |
| Metalac Sisak            | 1:7         | Inker Zaprešić   | 1:5    | 0:2    |
| Valpovka (Valpovo)       | 0:4         | Rijeka           | 0:2    | 0:2    |
| Karlovac                 | 1:4         | Zagreb           | 0:0    | 1:4    |
| Mladost Cerić            | 2:6         | Zadar            | 1:4    | 1:2    |
| Slaven Belupo Koprivnica | 1:4         | Varteks Varaždin | 1:2    | 0:2    |
| Jadran Poreč             | 1:7         | Osijek           | 0:4    | 1:3    |
| Špansko Zagreb           | 1:1 (6:5 p) | Istra Pula       | 1:0    | 0:1    |
| Radnik Velika Gorica     | 1:3         | Cibalia Vinkovci | 1:2    | 0:1    |
| Split                    | 3:1         | Bjelovar         | 2:0    | 1:1    |
| Budućnost Hodošan        | 4:4 (gg)    | Croatia Đakovo   | 4:1    | 0:3    |
| Mladost Zabok            | 0:15        | Segesta Sisak    | 0:7    | 0:8    |
| Primorac Stobreč         | 3:4         | Šibenik          | 3:1    | 0:3    |
| Pazinka (Pazin)          | 1:6         | Belišće          | 1:1    | 0:5    |
| Dubrava Zagreb           | 0:8         | Dubrovnik        | 0:2    | 0:6    |

## Osmina završnice, 25. – 26. listopada (29. – 30. listopada)
| Prva momčad      | Rez.        | Druga momčad     | 1. ut. | 2. ut. |
| ---------------- | ----------- | ---------------- | ------ | ------ |
| Belišće          | 3:5         | Croatia Zagreb   | 2:1    | 1:4    |
| Špansko Zagreb   | 4:5         | Hajduk Split     | 1:1    | 3:4    |
| Cibalia Vinkovci | 3:3 (5:3 p) | Inker Zaprešić   | 2:1    | 1:2    |
| Split            | 0:5         | Rijeka           | 0:1    | 0:4    |
| Croatia Đakovo   | 2:6         | Zagreb           | 2:2    | 0:4    |
| Segesta Sisak    | 2:0         | Zadar            | 1:0    | 1:0    |
| Šibenik          | 2:2 (1:3 p) | Varteks Varaždin | 2:0    | 0:2    |
| Dubrovnik        | 3:5         | Osijek           | 3:1    | 0:4    |

## Četvrtzavršnica, 8. – 26. ožujka (2. – 5. travnja)
| Prva momčad      | Rez.        | Druga momčad   | 1. ut. | 2. ut. |
| ---------------- | ----------- | -------------- | ------ | ------ |
| Cibalia Vinkovci | 0:1         | Croatia Zagreb | 0:0    | 0:1    |
| Segesta Sisak    | 1:4         | Hajduk Split   | 1:1    | 0:3    |
| Osijek           | 1:1 (4:2 p) | Rijeka         | 1:0    | 0:1    |
| Varteks Varaždin | 1:1 (pg)    | Zagreb         | 0:0    | 1:1    |

## Poluzavršnica, 19. travnja (10. svibnja)
| Prva momčad      | Rez. | Druga momčad   | 1. ut. | 2. ut. |
| ---------------- | ---- | -------------- | ------ | ------ |
| Osijek           | 1:4  | Croatia Zagreb | 0:2    | 1:2    |
| Varteks Varaždin | 1:5  | Hajduk Split   | 1:1    | 0:4    |

## Završnica

### Prva utakmica
| 17. svibnja 1995.          |     |                       |                                            |
| HNK Hajduk Split           | 3:2 | Croatia Zagreb        | Poljud, Split Sudac: Željko Širić (Osijek) |
| Erceg 40' 51' Asanović 77' |     | Pamić 46' Jeličić 75' | Poljud, Split Sudac: Željko Širić (Osijek) |

### Druga utakmica
| 28. svibnja 1995. |     |                  |                                                  |
| Croatia Zagreb    | 0:1 | HNK Hajduk Split | Maksimir, Zagreb Sudac: Ivan Vranaričić (Đakovo) |
|                   |     | Asanović 45'     | Maksimir, Zagreb Sudac: Ivan Vranaričić (Đakovo) |

Hajduk Split je pobijedio sa 4:2.

## Poveznice
- 1. HNL 1994./95.
- 2. HNL 1994./95.
- 3. HNL 1994./95.
- 4. rang HNL-a 1994./95.
- 5. rang HNL-a 1994./95.
- 6. rang HNL-a 1994./95.
- 7. rang HNL-a 1994./95.
- Ostale lige 1994./95.